# Jacques-Antoine Arlaud
Pour les articles homonymes, voir Arlaud.
Jacques-Antoine Arlaud né à Genève le 18 mai 1668 et mort dans la même ville le 25 mai 1743, est un artiste peintre genevois spécialiste de la miniature.

## Biographie
Fils d'Henri Arlaud, horloger, et de Jeanne Dassier, de la famille des célèbres graveurs en médailles.  Son frère Benjamin Arlaud et son petit-neveu Louis-Ami Arlaud-Jurine sont aussi des miniaturistes talentueux. Il a été formé à l'Académie de Genève (1683). Puis il étudie le dessin et la peinture à Genève, Dijon et Paris.
Arlaud s’établit vers 1688–89 à Paris, où il fait une brillante carrière jusqu'en 1729. Présenté à Louis XIV, protégé par la princesse Palatine, il devient le peintre et professeur en miniature du Régent, Philippe d’Orléans, qui lui assigne un appartement au château de Saint-Cloud.
À Genève en 1715, il est chargé de plusieurs missions diplomatiques par le gouvernement genevois. À Londres en 1721, il se lie avec Isaac Newton. Il rentre à Genève en 1729, très fortuné et propriétaire d'une collection fameuse d'œuvres d'art dans laquelle sont mentionnés, selon les attributions de l’époque, Giorgione, Andrea del Sarto, Annibal Carrache, Titien, Van Dyck, Rubens, Rembrandt, Largillierre, Jean-Baptiste Forest.
Appliquant les idées nouvelles du temps à la miniature, Arlaud y fait figure de rénovateur, suivant l’exemple de Nicolas de Largillierre, dans l’atelier duquel il travailla longtemps, et s’inspirant aussi du traitement de la couleur de Jean-Baptiste Forest, dont il possédait plusieurs paysages. Arlaud est une référence pour le milieu des artistes et des artisans qui débattent de théorie pédagogique, alors que le projet d’une École publique de dessin prend corps sous l’impulsion du magistrat et amateur d’art Jean-Jacques Burlamaqui. Très réputé de son temps, il a renouvelé l'art de la miniature et du portrait.
En 1728, le comte de Caylus lui offre un recueil d'estampes, déposé aujourd'hui au Cabinet d'arts graphiques du Musée d'art et d'histoire de Genève.
Il lègue à la Bibliothèque de Genève sa fortune et ses collections (médailles, tableaux, gravures, livres rares). La plupart des œuvres sont transférées au Musée d'art et d'histoire de Genève.

## Collections publiques
- Musée d'art et d'histoire de Genève[6]
- Musée cantonal des beaux-arts de Lausanne
- Florence : Musée des Offices[7]
- Londres : Wallace Collection (musée)[8]
- Londres : Victoria and Albert Museum[9]
- Paris : Musée du Louvre[10]
- Stockholm : Nationalmuseum[11]

## Annexes

Tête d'un désespérant